# Yasemin Can
Yasemin Can (nascida Vivian Jemutai) (11 de Dezembro de 1996) é uma atleta queniana, campeã europeia de corridas de meio-fundo e fundo representando a Turquia, competindo em provas de 5000 e 10000 metros. É membro do clube Enkaspor de Istambul.
Yasemin nunca concorreu para o Quénia em corridas profissionais. A 13 de Março de 2016 qualificou-se oficialmente para representar a Turquia em competições internacionais.

## Carreira
Yasemin obteve um lugar de quota para os 5000 m feminino nos Jogos Olímpicos de Verão de 2016 conseguindo 15:08.46 no Campeonato Turco em Pista Coberta em Istambul. Garantiu mais um lugar de quota para a prova de 10000 m feminino com 31:30.58 no Campeonato Turco em Mersin, estabelecendo com este tempo um novo recorde europeu sub-23.
Tomou parte na Golden Gala da Liga de Diamante de 2016 em Roma, na Itália, conseguindo o sexto lugar na prova de 5.000 metros com 14:37.61, alcançando o melhor tempo do ano para um atleta africano em representação de uma nação europeia.
Yasemin ganhou a medalha de ouro na prova de 10000 m femininos do Campeonato da Europa de Atletismo de 2016, realizada em Amesterdão, na Holanda. Ao finalizar com 31:12.86, melhorou o seu próprio recorde europeu de sub-23 em 18 segundos, o qual conseguira no Campeonato Turco em Mersin a 1 de Maio de 2016. Yasemin conquistou sua segunda medalha de ouro nos 5.000 m evento no mesmo campeonato.
Nos Jogos Olímpicos do Rio de 2016 foi finalista na corrida de 10000 m mais rápida da história, posicionando-se em 7º lugar, ao mesmo tempo que conseguia um recorde pessoal de melhor tempo com 30:26:41. Se Yasemin fosse três semanas mais jovem, teria sido um Recorde Mundial de Júniores (Sub-20).
A 5 de Março de 2017 Yasemin ganhou uma medalha de prata nos 3000 m no Campeonato Europeu de Atletismo em Pista Coberta de 2017 em Belgrado, ficando atrás de Laura Muir.
Yasemin ganhou a medalha de ouro na prova de 10.000 m femininos do Campeonato Europeu Sub-23 de Atletismo de 2017 realizada em Bydgoszcz, na Polónia, finalizando com 31:39.80. Conquistou a sua segunda medalha de ouro na prova de 5.000 m do mesmo campeonato.
A 9 de Dezembro de 2019 venceu a prova feminina principal dos Europeus de corta-mato, na Holanda. Yasemin esteve na frente durante grande parte da prova, quebrando um pouco a dois quilómetros do fim, mas recuperando nos metros finais para assegurar a vitória com 26.05 minutos, com um segundo de vantagem sobre a suíça Fabienne Schlumpf.